# Renault GBC 180
Der Renault GBC 180 sowie der ursprüngliche Berliet GBC 8 KT ist ein französischer Lastkraftwagen (6×6) von Berliet aus den 1950er-Jahren. Er ist vor allem für den Transport militärischer Lasten bestimmt. Die modernisierte Version dieses Lkw trägt die Bezeichnung Renault GBC 180.

## Beschreibung
Der Berliet GBC 8 KT wurde 1956 entwickelt und befindet sich seitdem im aktiven Dienst bei der Französischen Armee. Der Lkw war aus der zivilen Modellvariante Gazelle von Berliet abgeleitet. Seitdem wurden weltweit etwa 18.000 Exemplare produziert. So findet bzw. fand das Fahrzeug auch Verwendung bei den portugiesischen und algerischen Streitkräften, allerdings wurden in diese Staaten nur die 4×4-Varianten exportiert. Bei den österreichischen Streitkräften war die 6x6 Version als taktischer LKW und als Artillerieschlepper im Einsatz. Zudem wurde der GBC 8 KT in China in Lizenz produziert. Mittlerweile wurde Berliet von Renault übernommen und der Konzern verbesserte den GBC 8 KT. Diese modernisierte Variante erhielt die Bezeichnung GBC 180 und wird ebenfalls von den französischen Streitkräften verwendet.

## Technische Daten

### Berliet GBC 8 KT
- Antriebsformel: 6×6
- Hersteller: Berliet

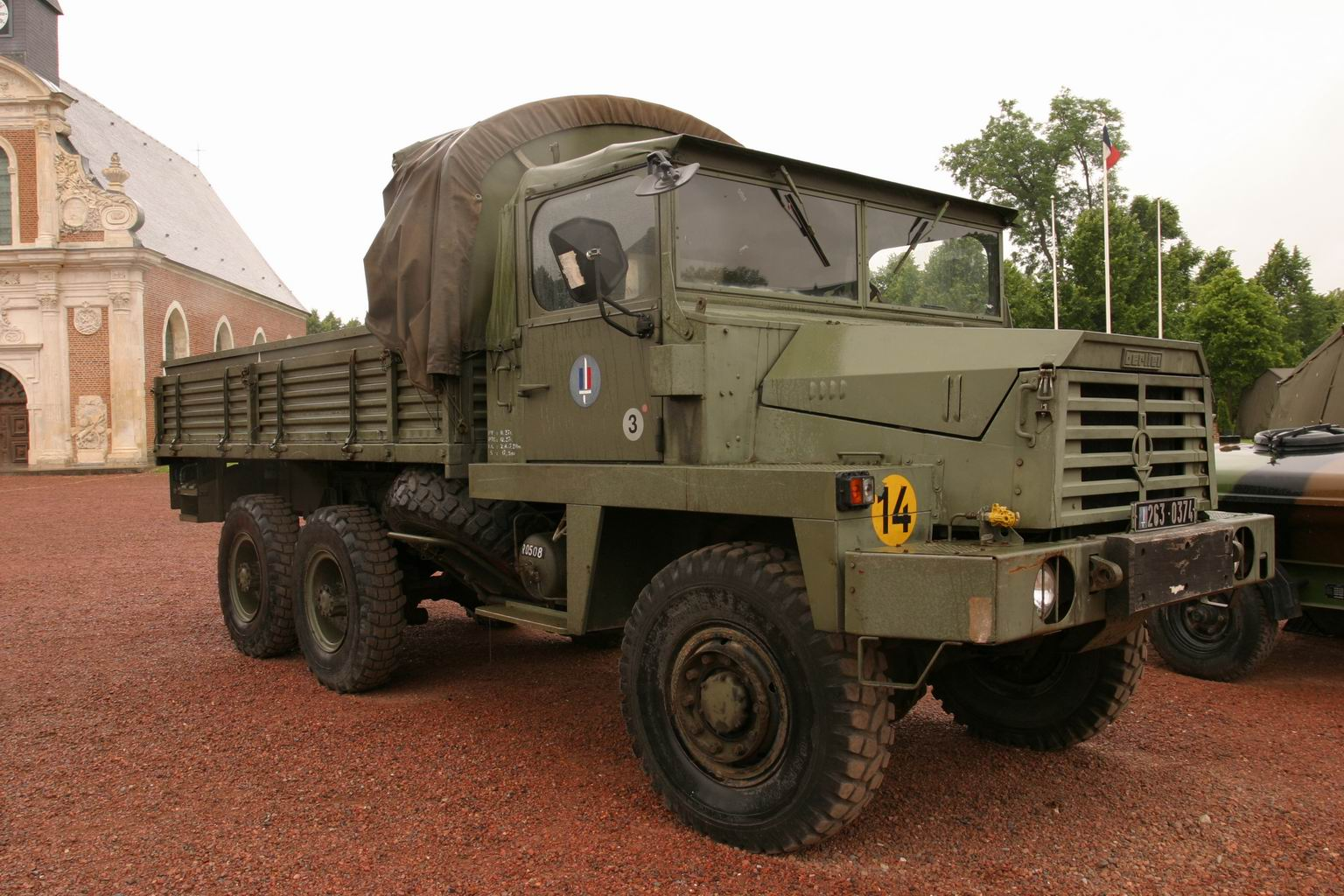
Berliet GBC 8 KT (6×6)

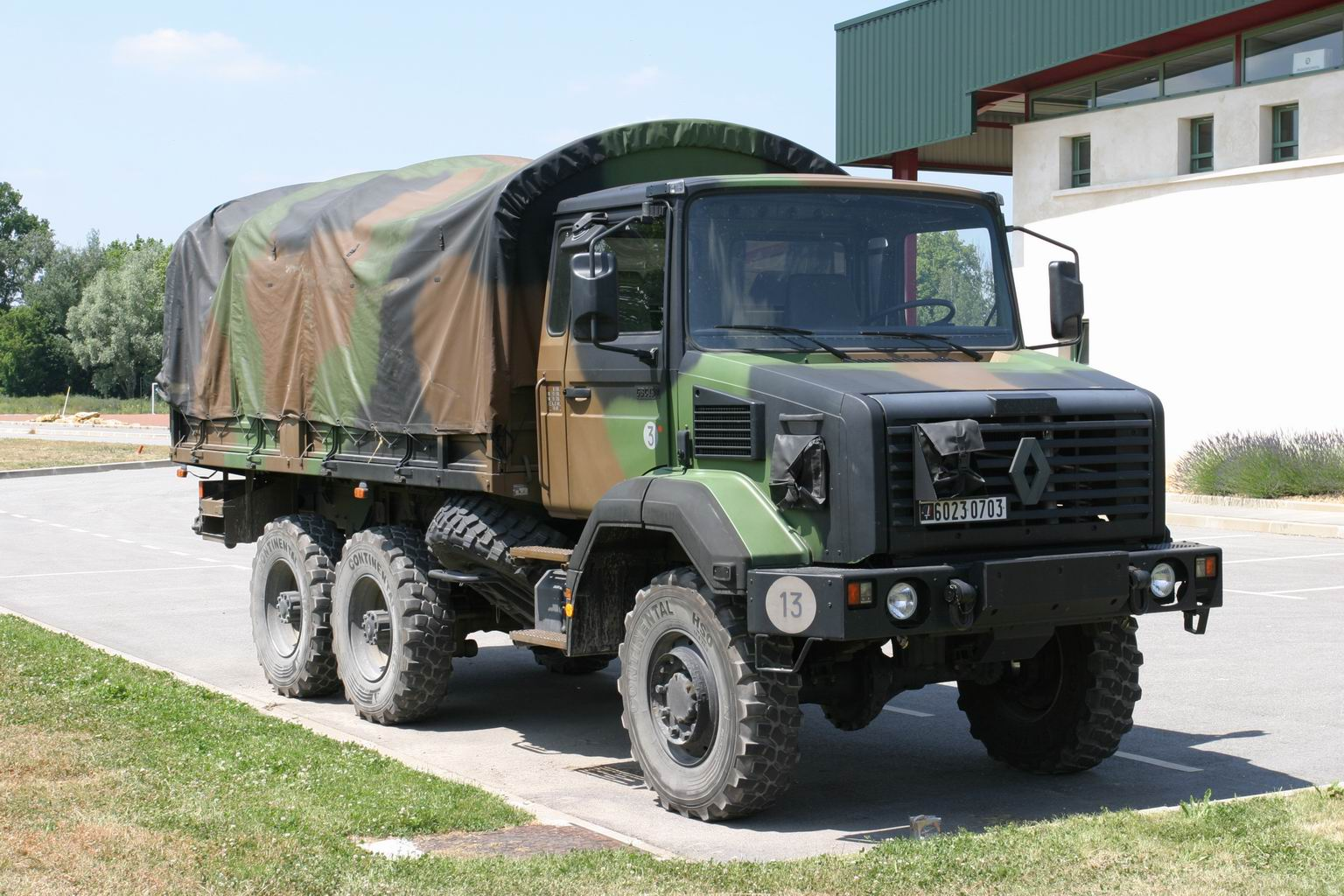
Renault GBC 180 (6×6)

- Besatzung der Standardausführung: 1 + 2 Mann (bis zu 20 Soldaten auf der Ladefläche)
- Leergewicht: 8,37 t
- max. Zuladung: 4,0 t
- Abmessungen:
  - Länge: 7,28 m
  - Breite: 2,49 m
  - Höhe: 3,30 m
- Motor: 5-Zylinder-Mehrstoffmotor MK 520 von Berliet
  - Hubraum: 7,9 Liter
  - Leistung: 130 PS
  - Verbrauch: 36 Liter pro 100 km
- Maximale Geschwindigkeit: 82 km/h (auf der Straße)
- Wattiefe: 1,20 m
- Reichweite: ~1.000 km

### Renault GBC 180
- Antriebsformel: 6×6
- Hersteller: Renault Trucks
- Besatzung der Standardausführung: 1 + 2 Mann (bis zu 20 Soldaten auf der Ladefläche)
- Leergewicht: 8,60 t
- max. Zuladung: 4,0 t
- Abmessungen:
  - Länge: 7,33 m
  - Breite: 2,49 m
  - Höhe: 2,4 m
- Motor: 6-Zylinder-Dieselmotor von Renault (2 Versionen)
  - Hubraum: ?
  - Leistung: 275 PS oder 323 PS
  - Verbrauch: ?
- Maximale Geschwindigkeit: 87 km/h (auf der Straße)
- Wattiefe: 1,20 m
- Reichweite: 800 km